# Pachycephala chlorura
Pachycephala chlorura (свистун вануатський) — вид горобцеподібних птахів родини свистунових (Pachycephalidae). Мешкають на островах Меланезії.

## Опис
Довжина птаха становить 14-16 см, вага 18-25 г. У самця номінативного підвиду обличчя, тім'я і потилиця темно-сірі, горло біле, надхвістя і живіт охристо-жовті, спина і крила оливкові, на грудях чорна смуга, що відділяє горло від живота. У самців інших підвидів горло біле, однак нижня частина тіла менш охриста, смуга на грудях може бути ширшою, тім'я і обличчя можуть бути в залежності від пидвиду чорними або оливковими.
Самиця номінативного підвиду має охристий живіт і надхвістя, смуга на грудях у неї відсутня, голова, спина і крила у неї оливково-коричневі. У самиць інших підвидів животи жовті, горла сіруваті, коричнюваті або оливкові.

## Таксономія і систематика
До 2014 року вануатський свистун вважався конспецифіцним з ковокаледонським свистуном.

## Підвиди
Виділяють чотири підвиди:
- P. c. intacta Sharpe, 1900 — острови Банкс[en] (Вануату);
- P. c. cucullata (Gray, GR, 1860) — острів Анейтьюм (Вануату);
- P. c. chlorura Gray, GR, 1860 — острів Ерроманго (Вануату);
- P. c. littayei Layard, EL, 1878 — острови Луайоте[en] (Нова Каледонія).

## Поширення і екологія
Вануатські свистуни живуть в тропічних лісах і на узліссях на висоті до 900 м над рівнем моря.

## Поведінка
Вануатські свистуни харчуються комахами, равликами і насінням. Гніздо невелике, діаметром 6 см, робиться з хмизу і павутиння, підвішується над землею. В кладці 2 яйця. Яйця білі, поцятковані коричневими плямками. Насиджують і самці, і самиці.